# Ik kijk soms naar jou
Ik kijk soms naar jou is een lied van de Nederlandse rapper Mula B. Het werd in 2023 als single uitgebracht en stond in hetzelfde jaar als eerste track op het album Narcopop.

## Achtergrond
Ik kijk soms naar jou is geschreven door Rangel Silaev en Hicham Gieskes en geproduceerd door Rangel Silaev. Het is een nummer dat past in het genre nederhop met effecten uit de cloud rap en pop rap. In het lied rapt Mula B over een afgekoelde relatie. Hij vraagt zichzelf af waar de relatie nog goed voor is. Het is de eerste solosingle van Mula B in 2023. De single werd uitgebracht met AaAAaa op de B-kant. 

## Hitnoteringen
De artiest had succes met het lied in de hitlijsten van Nederland. Het piekte op de 22e plaats van de Nederlandse Single Top 100 en stond vier weken in deze hitlijst. De Nederlandse Top 40 werd niet bereikt; het kwam hier tot de veertiende plaats van de Tipparade.